# Arthur Nicolson
Arthur Nicolson, I barone Carnock (Londra, 1849 – Londra, 1928) è stato un diplomatico britannico.

## Biografia
Educato alla Rugby School ed all'Università di Oxford, Nicolson iniziò la propria carriera diplomatica nel 1870 divenendo collaboratore al Ministero degli Esteri. Nel 1873 scrisse la History of the German Constitution, opera nella quale analizzò la genesi della costituzione tedesca.
Dal 1872 al 1874 fu Segretario personale del ministro degli Esteri Lord Granville, nel 1874 fu nominato addetto all'ambasciata britannica a Berlino ove rimase sino al 1876. Dalla Germania, venne spostato a Pechino rimanendovi per altri due anni. Nel 1884 fu incaricato d'affari ad Atene e dal 1885 fu a Teheran. Nel 1888 divenne Console Generale a Budapest rimanendovi sino al 1893 per poi passare all'ambasciata di Costantinopoli nel 1894. Ministro Plenipotenziario a Tangeri nel 1895, vi rimase sino al 1904 quando venne trasferito a Madrid con la nomina di ambasciatore. Nel 1906 fu inviato con la stessa funzione a San Pietroburgo per poi rientrare quattro anni dopo in patria, dove ricoprì la carica di Sottosegretario permanente agli Affari Esteri dal 1910 al 1916.

### Morte
Morì a Londra nel 1928. Suo figlio, sir Harold Nicolson, fu uno scrittore di rilievo e sposò Vita Sackville-West.